# Einar Sagstuen
Einar Sagstuen (* 22. März 1951 in Gjøvik) ist ein ehemaliger norwegischer Skilangläufer.

## Werdegang
Sagstuen gewann bei den Norwegischen Meisterschaften 1975 in Heddal Silber über 30 km. Im folgenden Jahr in Oppdal sicherte er sich Bronze über die 50-km-Distanz. Bei den Olympischen Winterspielen 1976 in Innsbruck gewann er gemeinsam mit Pål Tyldum, Ivar Formo und Odd Martinsen hinter der finnischen Staffel die Silbermedaille.
Nach seiner aktiven Karriere arbeitete Sagstuen gemeinsam mit seinen Söhnen als Bauunternehmer und führte diverse Firmen darunter Sagstuen Glass. Zudem ist er im Management des Eishockeyvereins Gjøvik Mammuts tätig.